# Bankeinbruch in Berlin-Steglitz 2013
Der Bankeinbruch in Berlin-Steglitz am 14. Januar 2013 gilt als einer der spektakulärsten Bankeinbrüche in der Geschichte der Bundesrepublik Deutschland. Die Tat zeichnete sich durch das unbemerkte Vorgehen der Täter aus, welche über ein Jahr hinweg einen Tunnel aus einer Tiefgarage in einen benachbarten Tresorraum bohrten. Die dafür verantwortlichen Personen konnten bis heute nicht ermittelt werden.

## Ausgangslage
In der Schloßstraße, der Haupteinkaufsstraße des Berliner Ortsteils Steglitz, befindet sich neben verschiedenen Wohn- und Geschäftsgebäuden eine zweigeschossige, unterkellerte Filiale der Berliner Volksbank aus den 1960er-Jahren sowie in deren Nähe in der Wrangelstraße eine Tiefgarage.

## Hergang
Im Herbst 2011 mietete ein unbekannter Mann mit einem gefälschten niederländischen Pass auf den Namen Pavel Hatira ein Bankschließfach in der Volksbankfiliale. Ebenfalls unter falschem Namen wurde Anfang 2012 in der angrenzenden Wrangelstraße ein Tiefgaragenstellplatz unter dem Namen Simon Segura gemietet. Dieser hatte Platz für bis zu vier Autos. Unter dem Vorwand, an Motorrädern zu arbeiten, ließ er die Stellplätze mit Wänden und einem Rolltor blickdicht verschließen. Laut Ermittlererkenntnissen verließen sich die Täter hinsichtlich des Lärmschutzes auf die in der Tiefgarage befindlichen dämmenden Decken. Im Februar 2012 begann die Bande, von der Tiefgarage aus mit Hilfe eines Kernbohrers einen 80 cm breiten und 1,50 m hohen Tunnel in den 45 Meter entfernten Tresorraum der Volksbank zu graben. Dabei gelang es den Tätern, 120 Tonnen ausgehobenen Sand unbemerkt zu entsorgen. Mit Holzbohlen schützten die Täter den Tunnel vor Erdeinbrüchen. Mehrmals wurde der Kurs des Tunnels korrigiert, um den Tresorraum gezielt zu treffen. Bereits am 12. Januar 2013 um 7:02 Uhr erhielt die von der Bank beauftragte Sicherheitsfirma einen Alarm aus dem Tresorraum der Filiale. Obwohl das Display der Alarmanlage Alarm Tresor anzeigte, quittierte der zuständige Mitarbeiter der Sicherheitsfirma die Alarmmeldung, ohne im Tresorraum nachzuschauen. Am frühen Morgen des 14. Januars 2013 wurde von einem Wachmann ein Feuer im Tresorraum der Bank bemerkt, woraufhin er die Feuerwehr verständigte. Kurz darauf wurde ebenfalls ein Feuer in der Tiefgarage gemeldet.

## Folgen
Laut Angaben der Polizei gelang es den Tätern, 294 bis 309 der 1600 Schließfächer zu knacken und deren Inhalt zu entwenden. Der Gesamtwert des Diebesgutes betrug neun bis zehn Millionen Euro.
Der Tunnel wurde von der Polizei freigelegt und fünf Monate nach der Tat zugeschüttet. Der Eingang ist heute im Museum Berliner Unterwelten ausgestellt.
Die Berliner Volksbank plant den Ersatz des Gebäudes, das nicht mehr aktuellen Sicherheitsstandards entspreche.

## Ermittlungen
Da im Stahlbeton des Tresorraums der Bank der Durchbruchschutz fehlte und die Überwachungskameras genau den Bereich nicht erfassten, in dem der Durchbruch und das Aufbrechen der Schließfächer erfolgte, gingen die Ermittler von Insiderkenntnissen aus. Durch das zur Spurenvernichtung absichtlich gelegte Feuer konnte nur eine einzige DNA-Spur gefunden werden. Trotz über 800 eingehenden Hinweisen und nach vermeintlichen Zeugenaussagen gefertigten Phantombildern konnten die Täter nicht ermittelt werden.  Am 7. August 2013 wurde der Fall in der Sendung Aktenzeichen XY … ungelöst vorgestellt.
Der schwere Bandendiebstahl verjährte nach zehn Jahren im Januar 2023.